# The Lonesome Brigade
The Lonesome Brigade er det første og eneste studiealbum fra den aarhusianske rockgruppe Daisy, der blev udgivet i 1975 af Johnny Reimars Starbox. Albummet er produceret af Peter Thorup.

## Spor
Alle sange skrevet og komponeret af Lars Muhl, undtagen hvor noteret. 
| 1. | "The Adventures of the Virgins and the Wolf in Wimpyland" | Frank Lorentzen, Muhl | 5:08 |
| 2. | "Game for Fools"                                          |                       | 4:22 |
| 3. | "Seagull"                                                 | Lorentzen, Muhl       | 4:36 |
| 4. | "The Bottled Romance of Mexico"                           |                       | 3:52 |
| 5. | "Loyana and the Lonesome Brigade"                         |                       | 5:11 |

| 6.  | "Where Do We Go?"  |                 | 2:27 |
| 7.  | "Highway Refugee"  |                 | 3:24 |
| 8.  | "Love Song"        | Lorentzen, Muhl | 3:55 |
| 9.  | "Gloria's Trip"    |                 | 4:33 |
| 10. | "I Love You"       |                 | 6:06 |
| 11. | "The Lonesome Man" | Lorentzen, Muhl | 3:03 |

## Medvirkende
Daisy
- Lars Muhl – vokal, keyboards
- Frank "Okla" Lorentzen – guitar, vokal
- Jacob Perbøll – bas, kor
- Eigil Madsen – trommer, vokal

Øvrige musikere
- Lis Sørensen – kor
- Ole Kühl – saxofon
- Michael Perbøll – keyboards

Produktion
- Peter Thorup – producer
- Svend Christiansen – teknik
- John Kristensen – forside cover foto
- Jan Persson – bagside cover foto
- Johnsen + Johnsen – layout, tryk